# Campeonato Mundial de Piragüismo en Maratón de 2002
El X Campeonato Mundial de Piragüismo en Maratón se celebró en Zamora (España) entre el 28 y el 29 de septiembre de 2002 bajo la organización de la Federación Internacional de Piragüismo (ICF).

## Resultados

### Masculino
| Evento | Oro                                                              | Plata                                                       | Bronce                                                               |
| ------ | ---------------------------------------------------------------- | ----------------------------------------------------------- | -------------------------------------------------------------------- |
| C1     | Pavel Bednar · República Checa · 2:57:18,710                     | Lionel Dubois Dunilac Francia 2:57:20,480                   | Pedro Areal · España · 2:58:44,930                                   |
| C2     | Edvin Csabai · Attila Gyore · Hungría · 2:45:47,280              | Viktor Jirasky · Jan Machac · República Checa · 2:46:25,940 | Zsolt Gilanyi · Gabor Kolozsvari · Hungría · 2:46:28,590             |
| K1     | Manuel Busto Fernández · España · 2:32:55,470                    | Torsten Tranum Dinamarca 2:32:56,050                        | Attila Jambor · Hungría · 2:32:56,660                                |
| K2     | Eirik Verås Larsen · Nils Olav Fjeldheim · Noruega · 2:23:30,260 | Edwin de Nijs · Dolph te Linde · Países Bajos · 2:23:31,520 | Manuel Busto Fernández · Julio Martínez Gómez · España · 2:23:33,160 |

### Femenino
| Evento | Oro                                                   | Plata                                                  | Bronce                                                        |
| ------ | ----------------------------------------------------- | ------------------------------------------------------ | ------------------------------------------------------------- |
| K1     | Elisabetta Introini · Italia · 2:51:22,520            | Mara Santos · España · 2:51:28,060                     | Marianne Fjeldheim · Noruega · 2:51:37,100                    |
| K2     | Renata Csay · Kornelia Szonda · Hungría · 2:34:58,040 | Anett Schuck · Wiebke Pontzen · Alemania · 2:41:31,960 | Barbara Przybylska · Marzena Michalak · Polonia · 2:41:33,110 |

## Medallero
| Núm. | País            | Oro | Plata | Bronce | Total |
| ---- | --------------- | --- | ----- | ------ | ----- |
| 1    | Hungría         | 2   | 0     | 2      | 4     |
| 2    | España          | 1   | 1     | 2      | 4     |
| 3    | República Checa | 1   | 1     | 0      | 2     |
| 4    | Noruega         | 1   | 0     | 1      | 2     |
| 5    | Italia          | 1   | 0     | 0      | 1     |
| 6    | Francia         | 0   | 2     | 0      | 2     |
| 7    | Alemania        | 0   | 1     | 0      | 1     |
| 7    | Países Bajos    | 0   | 1     | 0      | 1     |
| 8    | Polonia         | 0   | 0     | 1      | 1     |
|      | TOTAL           | 6   | 6     | 6      | 18    |